# Aguaruna
L'aguaruna o awajún és un idioma autòcton americà de la família jívara parlat per 33.290 peruans de la nacionalitat aguaruna. La llengua està distribuïda en la porció del riu Marañón així com els rius Poltre, Maig, i Cahuapanas. També és anomenat Awajún. Ethnologue hi ha poquíssims monolingües, gairebé tots també són fluids en el castellà, encara el seu llenguatge és oficial. Hi ha opinions positives cap a l'idioma, alguna cosa que pot corroborar-se per l'alfabetisme d'entre 60 i 100% en aguaruna i 50 a 70 per al castellà com a segon idioma. L'huambisa i L'achuar-shiwiar són idiomes pròximament relacionats. L'idioma té un diccionari i regles de gramàtica han estat desenvolupades. Els aguarunahablantes són una gent que viu de l'agricultura: conreen en els seus chacras productes alimentosos, com a iuca i camote, plàtan i blat de moro; i especialment, cotó, els flocs del qual tenyeixen, filen i teixeixen amb òptima habilitat. A més practiquen la pesca en els rius de la seva comarca.
Els aguarunas criden a la seva llengua iinia chichama que significa simplement 'la nostra llengua', el terme ai nts amb el qual s'autodenominen significa simplement 'persones'.

## Descripció lingüística

### Fonologia
L'aguaruna posseeix 12 consonants, entre les quals /ɾ/ i /ʔ/ apareixen molt poc tenint una distribució limitada. Els al·lòfons vocàlics [i], [ɰ], [w] són tractats com a consonants en la major part dels processos fonològics. Les oclusives sonores [b], [d] poden ser considerades com a variants al·lofòniques de /m/, /n/ però el context per a la seva realització no és estrictament fonològic pel que pot considerar-se que aquests sons són nous fonemes nacions en aguaruna (és a dir, susceptibles d'en el futur de presentar oposició fonològica sistemàtica amb [m] i [n]). Existeix quatre timbres vocàlics, existint oposició entre vocals nasals i no nasals.
L'estructura sil·làbica és simple: (C)V(N) en el nivell fonètic, encara que alguns processos fonològics com la sinéresis o l'elisió vocàlica produeixen formes fonètiques amb estructures més complexes, podent aparèixer diftongs i alguns pocs triftongs, així com grups consonàntics complexos.
Existeix un accent tonal distintiu assignat a un nucli sil·làbic de la paraula, aquest accent és inseparable de la vocal sobre la qual recau (tal com succeeix en espanyol). Fonèticament una vocal llarga o un diftong pot presentar un contorn tonal ascendent o descendent si una de les vocals fonològiques de les quals procedeix era un nucli sil·làbic accentuat.

### Gramàtica
El aguaruna és una llengua amb marcatge de nucli i marcatge de complement, de tipologia aglutinant amb un cert grau de fusió. És gairebé exclusivament una llengua sufijante amb una forta tendència a usar l'ordre sintàctic SOV, sent això últim obligatori en oracions subordinades. El seu alineament morfosintàctic és de tipus nominatiu-acusatiu estricte.

## Fonologia

### Consonants
El sistema de consonants aguaruna inclou totes les consonants incloses al gràfic següent. No obstant això, formalment l'aguaruna només conté dotze fonemes diferents. Inclouen els següents: quatre oclusives, dues africades, tres fricatives, dues nasals i una bategant. L'guaruna mostra una forta preferència per les consonants sordes, ja que només es posen veu els fonemes nasals i de bategants. L'oclusiva labial [b] i l'oclusiva dental [d] només existeixen com a al·lòfons orals dels obstruents nasals /m/ i /n/, respectivament, en condicions fonològiques definides, tot i que de vegades aquestes condicions poden ser lèxiques. Hi ha tres aproximants incloses al gràfic: [j], [ʋ], [ɰ]. Funcionen com a consonants dins dels processos fonològics, tot i que només existeixen com a al·lòfons de les vocals /i/, /u/ i /ɨ/, respectivament. /j/ s'escriu ⟨ñ⟩ quan es nasalitza a causa de la següent vocal nasal. Es disputa l'existència de [ŋ] com a al·lòfon de [ɰ]. Tingueu en compte que [ʔ] no apareix amb un equivalent ortogràfic al gràfic següent. Això es deu al fet que no hi ha consens entre els parlants; es pot escriure amb ⟨k⟩, ⟨t⟩ o ⟨h⟩. L'oclusiva glotal apareix només en tres lexemes, tots intervocàlicament i en algunes interjeccions, de manera que és bastant rar i, per tant, no s'escriu sovint.
|             | Labial | Dental | Alveolar | Palatal | Velar | Glotal |
| ----------- | ------ | ------ | -------- | ------- | ----- | ------ |
| Oclusives   | p [p]  | t [t]  |          |         | k [k] | [ʔ]    |
| Africades   |        |        | ts [t͡s]  | ch [t͡ʃ] |       |        |
| Fricatives  |        |        | s [s]    | sh [ʃ]  |       | j [h]  |
| Nasals      | m [m]  | n [n]  |          |         |       |        |
| Batecs      |        |        | r [ɾ]    |         |       |        |
| Aproximants | w [ʋ]  |        |          | y/ñ [j] | g [ɰ] |        |

### Vocals
L'aguaruna té quatre vocals que tenen cadascuna una forma oral i nasal, il·lustrades a la taula següent. Les tres vocals altes solen tenir els al·lòfons baixos [ɪ], [ə] i [ʊ], de davant a darrere. L'única vocal arrodonida és [u]. La nasalitat és contrastiva en parells com [ũha] "obert" versus [uha] "dir" i [sũw̃ɨ̃] "coll" versus [súwɨ] "fosc". Les vocals nasals i orals són sovint no es distingeix per escrit.
|                | Oral     | Oral    | Oral      | Nasal    | Nasal   | Nasal     |
|                | anterior | central | posterior | anterior | central | posterior |
| -------------- | -------- | ------- | --------- | -------- | ------- | --------- |
| Alta (tancada) | i        | ɨ       | u         | ĩ        | ɨ̃       | ũ         |
| Baixa (Oberta) | a        | a       | a         | ã        | ã       | ã         |